# Église Saint-Éloi d'Aunay-sous-Auneau
L'église Saint-Éloi est une église catholique située à Aunay-sous-Auneau dans le département français d'Eure-et-Loir en région Centre-Val de Loire.

## Historique

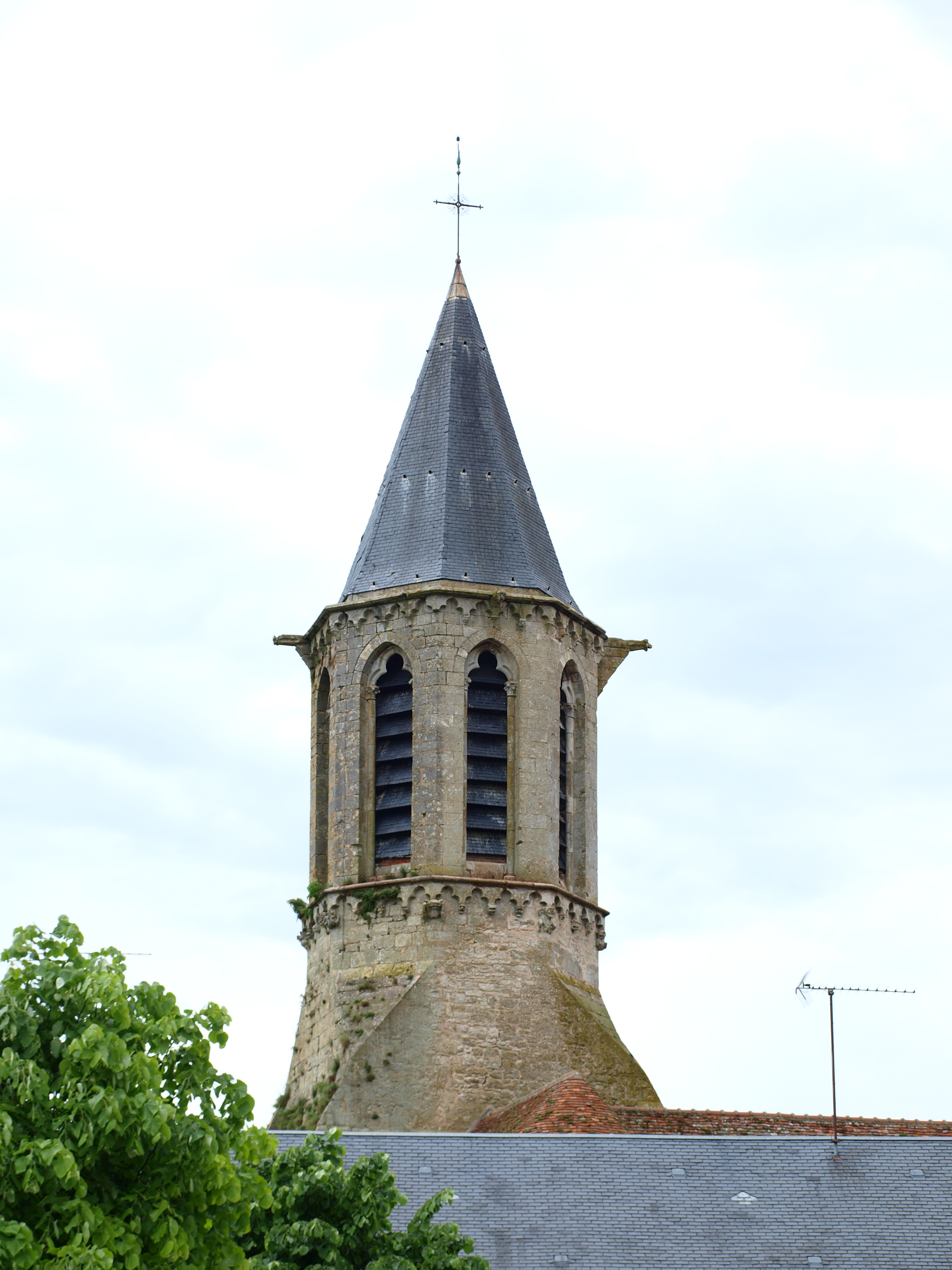
Le clocher octogonal.

L'édifice est classé au titre des monuments historiques depuis le 10 décembre 1909.
L’église est consacrée au saint patron des forgerons. Elle est édifiée en plusieurs étapes entre le XIe et le XIXe siècle.
Visible jour et nuit à plusieurs lieues à la ronde, son clocher octogonal richement décoré date du XIIe siècle. Il repose sur une base de tour romane moyenâgeuse, rectangulaire. Au XIIe siècle, elle fut incluse dans un bâtiment rectangulaire à abside. On a retrouvé au XIXe siècle, au fond de l’abside lors de travaux de restauration, l’ancienne pierre d’autel du XIIe, placée aujourd’hui devant l’enfeu, montée sur des colonnes modernes.
Entre le XIIe et le XIIIe siècle, le monument s'agrandit grâce sans doute aux revenus du pèlerinage à saint Éloi, invoqué pour la protection du bétail et surtout des chevaux, auxquels on faisait boire l’eau recueillie au fond du fameux puits de Saint-Éloi. Le XIIIe siècle voit l'ajout de la nef principale. Le vaisseau principal est constitué d’une nef de trois travées, plus haute que le chœur. La richesse de la paroisse est manifestée par la voûte en pierre de cette nef, ce qui la singularise jusqu’au XIXe siècle des autres églises des alentours dont les vaisseaux sont couverts généralement d’un lambris en bois.
Au XVe siècle, la paix revenue, l’église est encore agrandie, peut être en plusieurs temps. Un bas-côté est ajouté au nord dans le style gothique flamboyant, qui se remarque aux fenêtres et aux clés de voûte ornées de pendentifs. La chapelle nord est alors surélevée à la même hauteur. Elle est éclairée par deux larges fenêtres, au nord et à l’est. Une tourelle dans l’angle abrite le nouvel escalier d’accès aux combles et au clocher. Enfin l'église sera restaurée pendant la seconde moitié du XIXe siècle pour réparer les destructions causées par la Révolution.

## Mobilier
À l’intérieur de l'église, sont à admirer :
- Datant du Moyen Âge, la piscine à double trou d’évacuation, l’autel primitif (XIIe), deux pierres tombales, l'une probablement de Thibaud d'Aunay, prêtre mort en 1317, l'autre, classée monument historique, celle du diacre Clément (fin XIIIe-début XIVe) né à Chartres[3] ;
- Le retable nord et son tableau du XVIIIe représentant saint Éloi, également classé monument historique[4] ;
- Les stalles du chœur datent du XVIIe ;
- Un bénitier en pierre à décor géométrique daté de 1779 ;
- Une statue en bois de saint Éloi (XVIIIe), patron principal de l'église et de la paroisse ;
- L’orgue polyphone (XIXe) : l’orgue que l’on aperçoit sur une tribune supportée par une poutre sculptée provenant de l’église Saint-Rémy d’Auneau (XVIe siècle), et surplombant le chœur, n’est pas un harmonium comme on pourrait le croire, mais un instrument à tuyaux construit par la maison Louis Debierre à Nantes. Il est inscrit à l’inventaire des orgues d'Eure-et-Loir[réf. souhaitée], et présente un coffre en chêne massif, très soigné, qui a résisté à plus d’un siècle. Installé en 1897, il porte le numéro 164, trois cents instruments de ce type ayant été construits. L’appellation « polyphone » provient d’un ingénieux procédé du constructeur, permettant d’utiliser le même tuyau pour plusieurs notes voisines.